# Chloé Lopes Gomes
Chloé Lopes Gomes é uma bailarina francesa. Foi a primeira bailarina negra a integrar a companhia de bailado alemã Staatsballett Berlin. É uma das 100 Mulheres da lista da BBC de 2021.

## Biografia
Chloé Lopes Gomes nasceu na França, filha de mãe franco-argelina e de pai cabo-verdiano.
Começou a sua formação no conservatório de Nice, de onde é natural. Prosseguiu a sua formação na conceituada companhia de bailado russa, Bolshoi, sediada no teatro homónimo, onde permaneceu quatro anos. Atuou com a Opéra de Nice, na França, e a Béjart Ballet, em Lausana, na Suíça. Tornou-se a primeira bailarina negra na Staatsballett Berlin em 2018.
Distinguiu-se na luta contra o racismo no balé, denunciando situações discriminatórias de que foi alvo por parte da sua treinadora na companhia alemã. Depois de ter sido dispensada pela companhia, em 2020, Chloé tornou as suas denúncias públicas e avançou judicialmente. Em abril de 2021, foi readmitida pela Staatsballett Berlin.